# Kathedraal van Vilnius
De basilicale HH. Ladislauskathedraal in de Litouwse hoofdstad Vilnius (Litouws Vilniaus Šv. Stanislovo ir Šv. Vladislovo arkikatedra bazilika, Pools: Bazylika archikatedralna św. Stanisława Biskupa i św. Władnhkcysława) is de rooms-katholieke kathedraal van het aartsbisdom Vilnius.  de kathedraal werd in 1985 de eretitel basilica minor verleend.
De kathedraal is in de historische stadskern van Vilnius gelegen en staat dus op historische grond. Hier was een vroege nederzetting en het kerkgebouw is dus verweven met de Litouwse geschiedenis. Het is ook hier waar de grootvorsten van Litouwen werden gekroond en vooraanstaande persoonlijkheden uit de Litouwse en Poolse geschiedenis ter ruste werden gelegd.
De basiliek gaat in zijn huidige vorm terug op een ontwerp in de neo-classicistische stijl van Laurynas Gucevičius en werd in 1801 voltooid. De klokkentoren is net zoals bij veel andere Baltische kerken als een vrijstaand bouwwerk uitgevoerd.
De kathedraal werd gewijd aan de heilige bisschop Stanislaus van Krakau en de heilige Ladislaus I, koning van Hongarije, twee belangrijke steunpilaren van de Rooms-Katholieke Kerk in het oostelijke deel van 11e-eeuwse Centraal-Europa.
Tijdens het Sovjet-regime werd de kathedraal gebruikt als schilderijenmuseum. Vanaf 1985 werden er weer heilige missen toegestaan, alhoewel men de kathedraal toen officieel nog steeds omschreef als "de galerij van afbeeldingen"

## Geschiedenis

#### Middeleeuwen
De kathedraal wordt in het algemeen als de eerste christelijke kerk op Litouwse bodem erkend. Het eerste kerkgebouw ontstond waarschijnlijk al tijdens de regeerperiode van koning Mindaugas in de 13e eeuw. Mindaugas nam het christelijk geloof in 1250 of 1251 vooral uit politieke overwegingen aan en liet het heidense heiligdom door een kleine gotische kerk met drie schepen en een koor vervangen. Restanten van deze vroege kerk werden in de late 20e eeuw onder de huidige kathedraal ontdekt. Na het overlijden van Mindaugas in 1263 nam het inheemse geloof weer de overhand en veranderde de plek weer in een plaats van heidense aanbidding.
De kerstening van Litouwen vond pas in de late 14e eeuw plaats, nadat grootvorst Jogaila zich liet dopen om te kunnen huwen met Hedwig van Polen en als koning van Polen gekroond te kunnen worden. Tegelijkertijd met de bekering van de grootvorst werd met de bouw van een nieuwe kerk begonnen. Het kerkgebouw werd reeds in het jaar daarop gewijd ter gelegenheid van de troonsbestijging van Jogaila in Polen door aartsbisschop Bodzęta uit Gnesen als bisschopszetel van Vilnius. Samen met de bouw van de kathedraal werd een theologische school opgericht, de eerste en, tot de oprichting van het jezuïeten-college, ook de belangrijkste in Litouwen. Deze kathedraal werd in 1419 door een brand verwoest. Jogaila's neef, grootvorst Vytautas, liet daarna een nieuwe grotere gotische zaalkerk bouwen om zich er als koning van Litouwen te laten kronen. Alhoewel de kroning nooit heeft plaatsgevonden, bleven de pilaren en muren van deze derde kathedraal tot op de dag van vandaag bewaard. De Vlaamse schrijver Ghillebert van Lannoy merkte op dat de kathedraal gelijkenissen vertoonde met de kerk in Frauenburg. In de loop van de 15e en 16e eeuw werden aan weerszijden van de kathedraal kapellen toegevoegd.

#### 16e - 19e eeuw

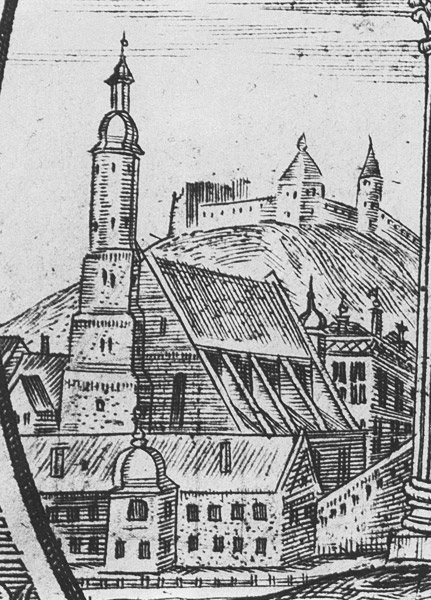
De kathedraal in 1604

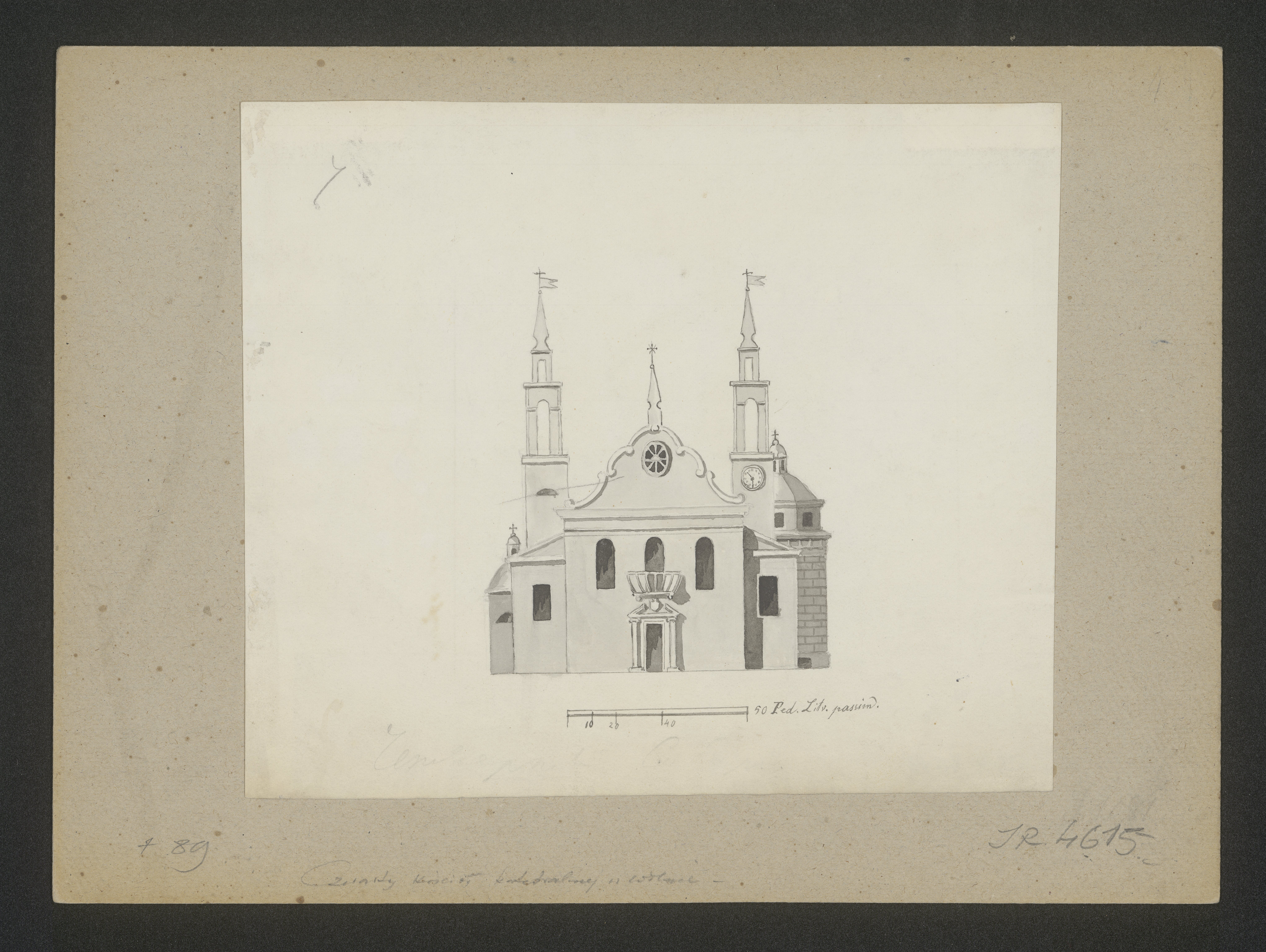
De kathedsraal in de 18e eeuw

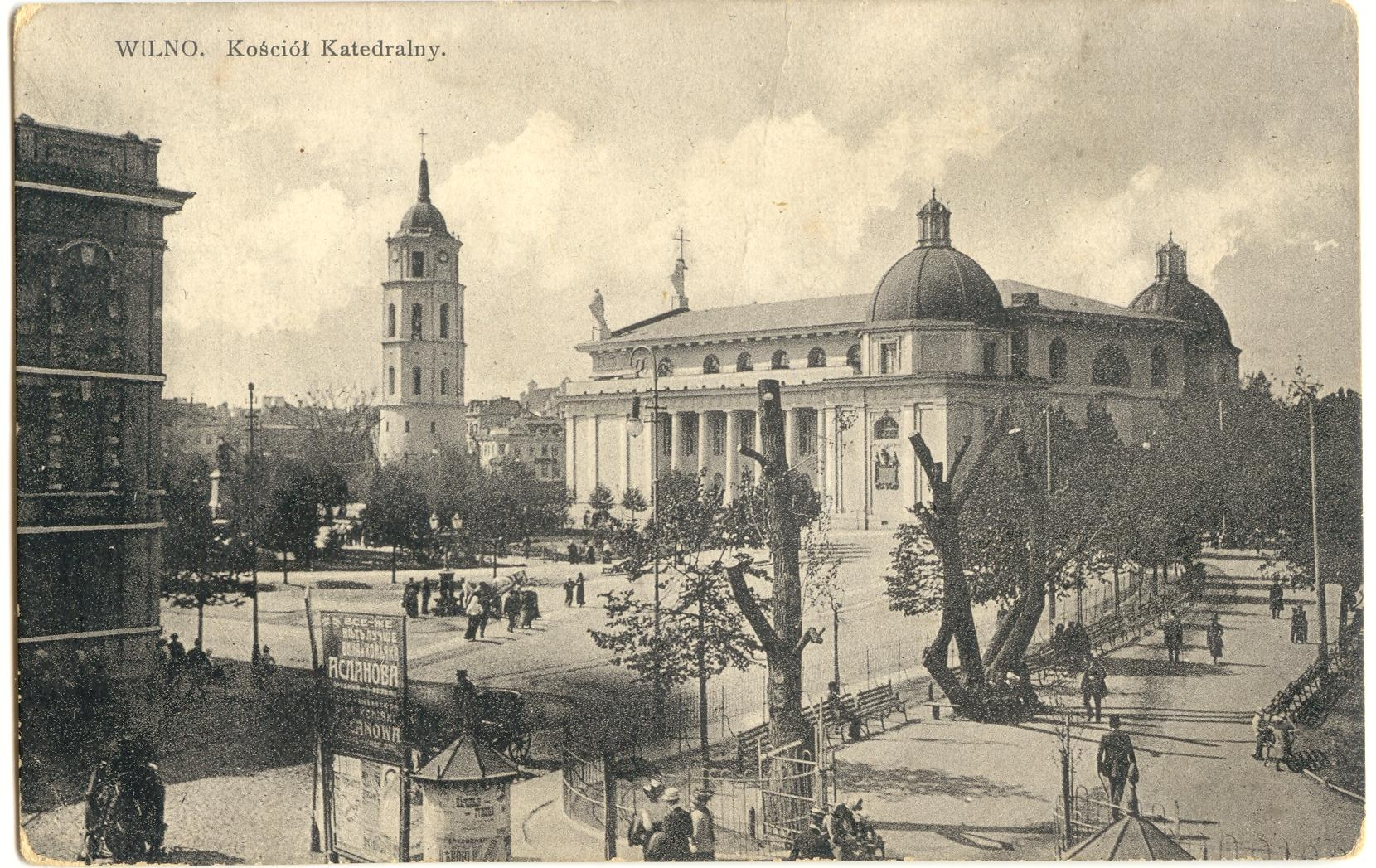
De kathedraal in 1903

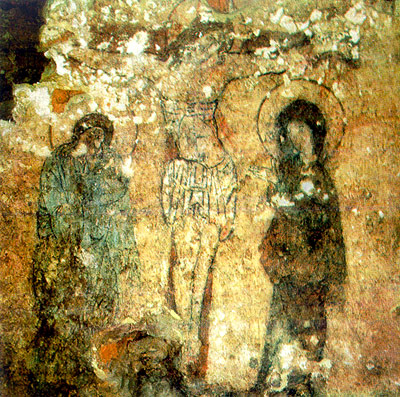
Fresco kruisigingsgroep

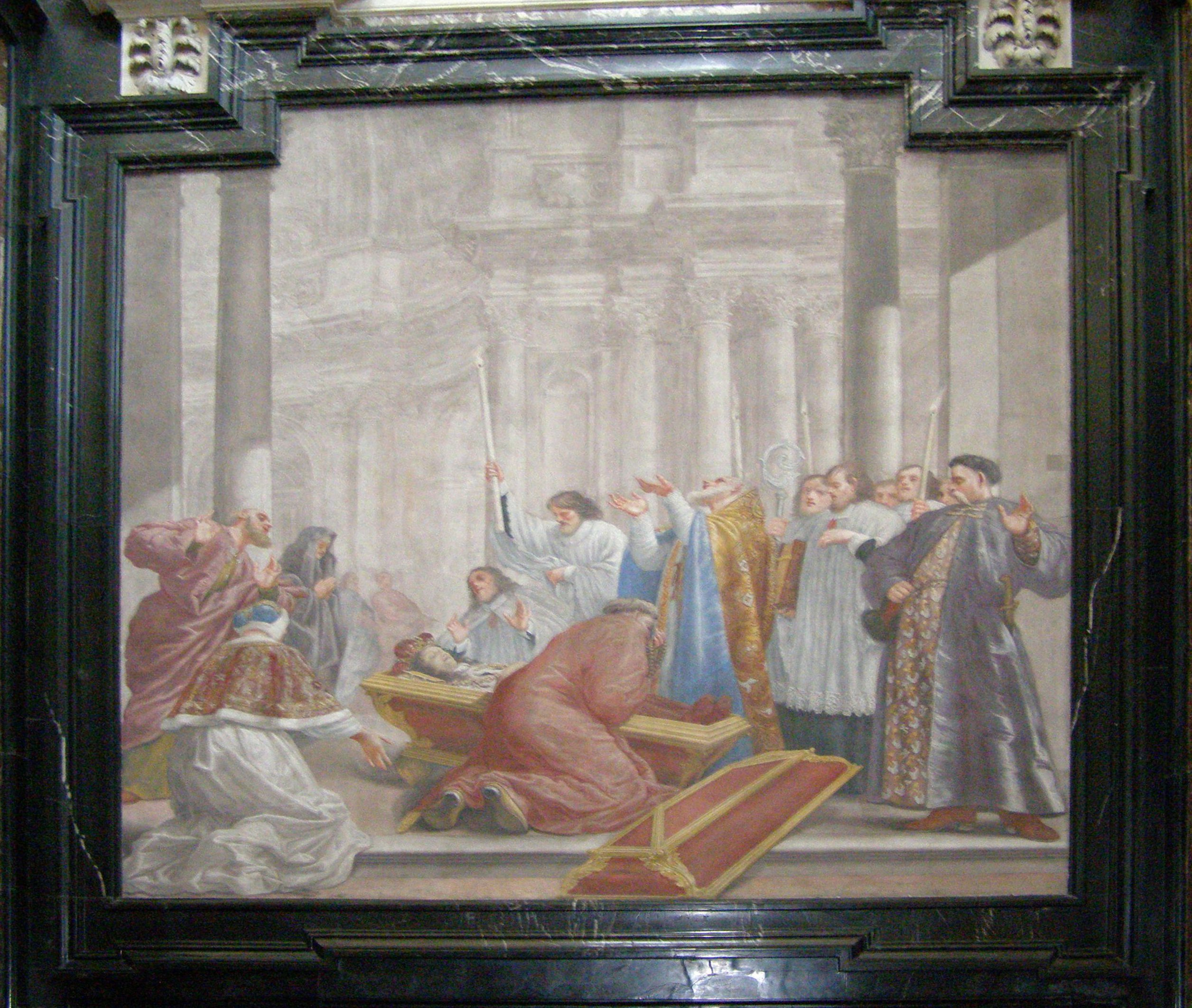
De opening van de sarcofaag van Sint-Casimir

Branden in de 16e en 17e eeuw waren aanleiding tot herstel in de toen de heersende bouwstijlen. Renaissance- (1534-1557 door de Italiaanse architect Bernardino Zanobia de Gianotti) en barokke (1612-1632, door de Italiaanse bouwmeester Constantino Tencalla) elementen werden toegevoegd.
De barokke Sint-Casimirkapel van de hofarchitect Constantino Tencalla ontstond in de barokke periode tussen 1623 en 1636. Het interieur werd gereconstrueerd in de periode 1691-1692 en versierd met fresco's van Michelangelo Palloni en het altaar en stucwerk van Pietro Perti. In de kapel bevinden zich de beelden van de Jagiellonen koningen en een epitaaf met het hart van Wladislaus Wasa. Meer dan wat ook in de kathedraal symboliseert deze kapel de glorie van het Pools-Litouwse Gemenebest en de gemeenschappelijke geschiedenis.
De oorlog met Rusland tussen 1654 en 1657 berokkende nieuwe schade aan het gebouw, zodat in de periode 1666-1676 omvangrijke renovaties moesten worden uitgevoerd. In 1769 werd een van de twee barokke kerktorens door blikseminslag getroffen. De val van de toren eiste zes mensenlevens en bracht grote schade aan de kathedraal toe, waardoor het gebouw moest worden gesloten.
Hierna gaf de  bisschop van Vilnius, Ignacy Jakub Massalski, opdracht tot de herbouw van de kathedraal. Het huidige classicistische uiterlijk van de kathedraal gaat terug op een ontwerp van de Litouwse architect Laurynas Stuoka-Gucevičius. De werkzaamheden begonnen in 1783 en werden na een bouwperiode van 15 jaar wegens het overlijden van Stuoka-Gucevičius door de architect Michael Schulz afgesloten. Nog voor de voltooiing echter werd het bisdom Vilnius na de inlijving van Litouwen in het Russische Keizerrijk opgeheven en ingedeeld bij het aartsbisdom Mogiljov. De Katholieke Kerk kreeg van de Russische overheid restricties opgelegd en met de sluiting van de Universiteit van Vilnius raakte het bisdom zijn geestelijke opleidingscentrum kwijt. Nadat de Casimirkerk in 1831 in een orthodoxe kerk werd veranderd werden de rococo beelden van de Litouwse grootvorsten, heiligen en apostelen verwijderd en kregen ze een plaats in de nissen van de buitenmuren van de kathedraal.

#### 20e eeuw
Tijdens de Eerste Wereldoorlog werd de kerk door Duitse soldaten geplunderd en na de oorlog maakte zowel de Poolse als de Litouwse katholieke gemeenschap in Vilnius aanspraak op de kathedraal. Toen Vilnius bij Polen werd gevoegd werden vanaf 1923 alle missen uitsluitend in het Pools gehouden. In 1925 werd de kathedraal de zetel van het nieuwe aartsbisdom Vilnius, terwijl de bij Litouwen gevoegde westelijke gebieden werden verenigd in het bisdom Kaišiadorys. Nadat in 1931 scheuren in de muren werden ontdekt, volgde in de periode 1932-1939 een restauratie, waarbij onder de Casimirkapel ook een nieuwe crypte werd aangelegd.
Na de Tweede Wereldoorlog werd de kathedraal in 1949 op last van de atheïstische Sovjet-autoriteiten aan de eredienst onttrokken. Terwijl het kerkgebouw voor een periode van drie jaar leeg bleef staan werd er herhaaldelijk ingebroken, waarbij kunstwerken werden ontvreemd. In 1953 werd begonnen met de verbouw van de kathedraal tot een kunstgalerie, die in 1956 in gebruik werd genomen. De zerk met daarin de resten van de heilige Casimir werd reeds in 1953 naar de Petrus en Pauluskerk overgebracht.
Het gebouw werd in 1989 weer aan de Rooms-Katholieke Kerk overgedragen en met een mis op 5 februari 1989 door bisschop Julijonas Steponavičius (1911-1991) opnieuw plechtig ingewijd. In een plechtige
processie op 3 maart 1989 werden de stoffelijke resten van Sint-Casimir weer naar de Casimir-kapel gevoerd.
In 2002 werd begonnen met de reconstructie van het Koninklijk Paleis achter de kathedraal. Zowel de kathedraal als de klokkentoren werden van 2006 tot 2008 grondig gerestaureerd. Het was de eerste renovatie sinds het herstel van de onafhankelijkheid van Litouwen in 1990.

## Architectuur
De classicistische stijl van het gebouw wordt in het interieur voortgezet. De pilaren van de drieschepige gotische hallenkerk uit de 15e eeuw werden evenals de gewelven van classicistische elementen voorzien. Het hoofdaltaar met het door zwarte zuilen gedragen fries en de daarboven liggende geveldriehoek toont overeenkomsten met het in Dorische stijl gebouwde exterieur. Het altaar schilderij stamt van Franciszek Smuglewicz (1797) en toont de martelaarsdood van de heilige Stanislaus. Op het altaar uit de 18e eeuw staat het tabernakel, een uiterst waardevol kunstwerk uit het atelier van de Augsburgse goudsmid Matthias Walbaum uit 1623-1625. De reliëfs op de deuren tonen het Laatste Avondmaal en Jezus in de olijftuin. Het crucifix op het altaar wordt door de standbeelden van de heiligen Stanislaus en Casimir geflankeerd.
Rechts van het hoofdaltaar werd in het begin van de 16e eeuw de zogenaamde Bisschopskapel aangebouwd. Het dankt zijn naam aan het feit dat onder de vloer van de kapel later de bisschoppen van Vilnius werden begraven. Boven het tabernakel, waarin tegenwoordig het allerheiligste bewaard wordt (de officiële naam van de kapel is dan ook "Kapel van het Allerheiligste"), hangt een schilderij van Gonzaga Nuñez uit 1877.
De muren van de zijschepen worden aan beide kanten met zestien schilderijen versierd, die door Constantino Villani in de tweede helft van de 18e eeuw werden gemaakt. De voorstellingen uit het Nieuwe Testament aan de noordelijke muur contrasteren met de taferelen uit het Oude Testament aan de zuidelijke muur.
De schilderijen aan de altaarzijde, de Wonderbare spijziging en het offer van Melchisedek uit 1785, en het schilderij van Petrus die soldaten in het gevang doopt (1801) werden vervaardigd door Franciszek Smuglewicz, hetgeen eveneens geldt voor de voorstellingen van de apostelen tussen de pijlers in het middenschip (1785).

#### Klokkentoren
De vrijstaande, 52 meter hoge, klokkentoren was oorspronkelijk een ronde verdedigingstoren van de benedenburcht uit de tweede helft van de 14e eeuw. Nog altijd zijn de schietgaten aan de buitenkant zichtbaar. Aangenomen wordt, dat de toren reeds in de 15e eeuw als klokkentoren diende en met een achthoekige verdieping in gotische stijl werd verhoogd. In 1550 en nogmaals in 1598 werd de toren opnieuw met een verdieping verhoogd. Na de brand van 1610 moest ook de beschadigde klokkentoren worden gerenoveerd. Wegens de ouderdom en de instabiele ondergrond helt de toren tegenwoordig enigszins.

#### Kronings- en grafkerk
Tussen 1401 en 1529 werden in de kerk de Litouwse grootvorsten gekroond.  Daarnaast vonden er een groot aantal Litouwse staatslieden, leden van de adel met hun echtgenoten en kerkelijke ambtsdragers er hun laatste rustplaats. Er wordt vermoed dat in de kathedraal ook het heimelijke huwelijk van Sigismund II August met Barbara Radziwill in 1547 plaatsvond. De eerste
grafkapel werd door de eerste bisschop van Vilnius, Andrej Vasila, in het jaar 1397 gesticht. Bij opgravingen in 1985 werd een crypte blootgelegd, die als enige voorzien was van muurschilderingen, mogelijk is dat het graf van Vytautas. Het is de oudst bekende muurschildering in Litouwen en het bewaard gebleven fragment toont Christus aan het kruis met Maria en Johannes die bij Hem staan.
De Goštautas-kapel, de derde kapel aan de rechterkant, herbergt renaissance-grafmonumenten die door Bernardino Zanobia de Gianotti en Giovanni Maria Padovano werden gemaakt, Italiaanse bouwmeesters die in Krakau werkzaam waren. Door de eeuwen heen werden steeds nieuwe kapellen aan de kathedraal toegevoegd of later verbouwd. De architect Stuoka-Gucevičius heeft met zijn symmetrische ontwerp een poging gedaan om de kapellen tot een harmonieuze architectonische eenheid te vormen. Sindsdien zijn er elf kapellen in de kathedraal, waarvan de Valavičiuskapel (de eerste kapel aan de linkerkant) met zijn originele muren uit de renaissance-periode en de beroemde Casimir-kapel de oudsten zijn. De enige kapel die niet door Stuoka-Gucevičius verbouwd werd is de Koningskapel. Mogelijk heeft het Latijnse inschrift boven de ingang (Violator huius operis infelix esto: de vernietiger van dit werk zal worden verdoemd) hierbij een rol gespeeld. Bij opgravingen onder de kerk vond men in 1931 graven en werd er in de periode 1932-1939 onder de Casimir-kapel een nieuwe grafkelder aangelegd, waarin de volgende heersers werden bijgezet:
- Alexander van Polen (1461-1506), koning van Polen en grootvorst van Litouwen van 1501 tot 1506;
- Elisabeth van Oostenrijk (1526-1545) en Barbara Radziwill (1520-1551), de eerste twee echtgenoten van Sigismund II August, koning van Polen en grootvorst van Litouwen van 1548 tot 1572;
- en, in een urn, het hart van Władysław IV Wasa (1595-1648), koning van Polen en grootvorst van Litouwen van 1632-1648.

Andere heersers en bekende persoonlijkheden die in de kathedraal ter ruste werden gelegd zijn onder meer:
- Vytautas (1350-1430), ook vaak Vytautas de Grote genoemd, grootvorst van Litouwen, samen met zijn tweede echtgenote Anna Swjatoslawna;
- Švitrigaila (omstreeks 1370-1452), broer van Jogaila en grootvorst van Litouwen van 1432 tot 1440;
- Sigismund Kęstutaitis (omstreeks 1365-1440), broer van Vytautas en grootvorst van Litouwen van 1432 tot 1440;
- de heilige Casimir (1458-1484), zoon van koning Casimir IV van Polen;
- Albertas Goštautas (1480-1539), kanselier van Litouwen (1522-1539) en
- bisschop Valeri Jonas Protasevičius (? -1580), bisschop van Vilnius.

#### Casimir-kapel

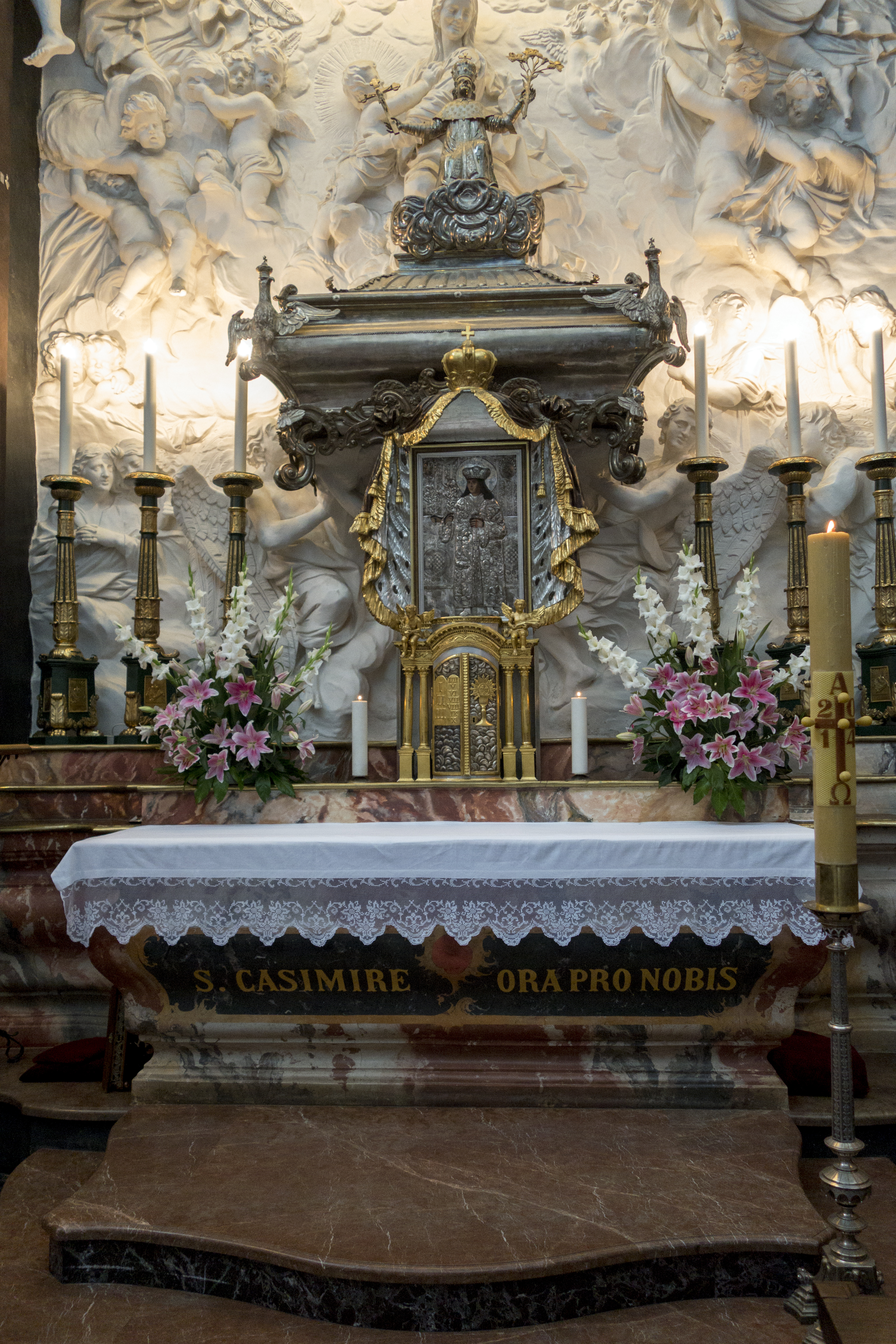
Altaar Casimir-kapel

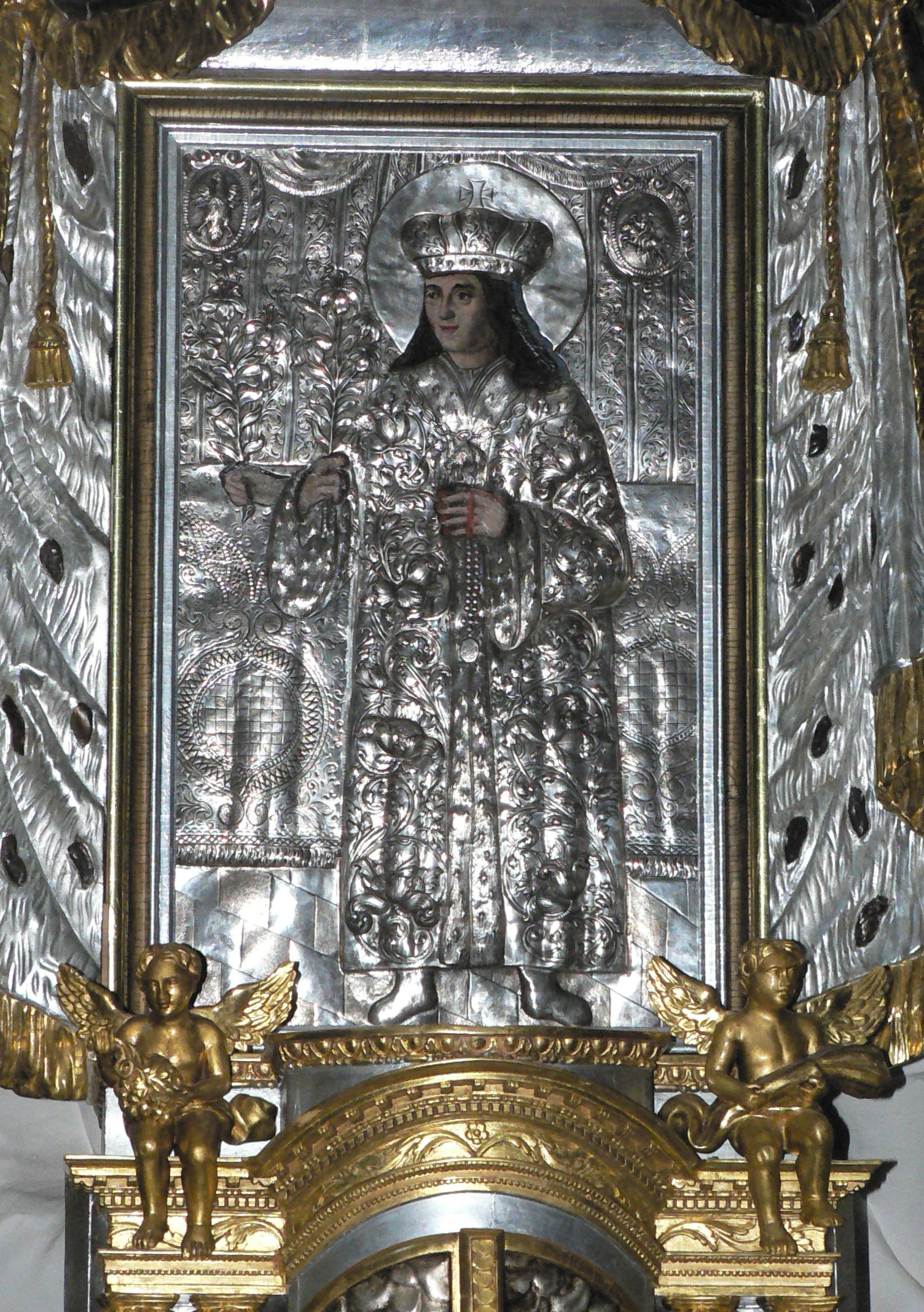
Sint-Casimir met drie handen

De Casimir-kapel werd op initiatief van de Poolse koningen Sigismund III Wasa en zijn zoon Władysław IV Wasa tussen 1624 en 1636 door de Italiaanse architect Constantino Tencalla gebouwd. Casimir werd in 1521, nog geen veertig jaar na zijn overlijden, heilig verklaard. Reeds in 1501 beloofde paus Alexander VI aan de gelovigen die Casimir's graf in de kathedraal bezochten absolutie van alle zonden. Toen men in 1603 de sarcofaag van Casimir ter gelegenheid van de bevestiging van zijn heiligverklaring opende en men een vrijwel ongeschonden lichaam aantrof, bereikte de verering van de heilige een nieuw hoogtepunt.
Casimir was een zoon van koning Casimir IV van Polen en een van de troonopvolgers. Hij gold als buitengewoon intelligent en tegelijkertijd als bescheiden en barmhartig. Al op zijn 13e levensjaar zond zijn vader hem tegen zijn zin op een veldtocht tegen Matthias Corvinus om de Hongaarse kroon op te eisen. Hij keerde echter zonder succes terug van de veldtocht en nadat zijn oudere broer Wladislaus in 1472 tot koning van Bohemen werd uitgeroepen werd hij eerste in de erfopvolging. Zijn vader bereidde Casimir in de daaropvolgende periode voor op de opvolging als koning van Polen. Hij verving in de jaren 1481-1483 zijn vader in Krakau, toen deze zich in Litouwen ophield. Uit liefde voor de Heilige Maagd had hij maagdelijkheid gezworen en weigerde meerdere huwelijksverzoeken met prinsessen, zelfs met de dochter van keizer Frederik III. Met een sobere regeringsstijl, zijn standpunten tegen corruptie en roofzucht en een streng-christelijke levenswijze wist hij de sympathie van de bevolking voor zich te winnen. Door zijn ascetische levenswijze raakte hij echter lichamelijk verzwakt en op 4 maart 1484 stierf hij op jonge leeftijd aan tuberculose. Casimir werd in de nagedachtenis de belichaming van een onbaatzuchtig, eerlijk en bescheiden heerser en de wijze waarop de kapel werd voorzien van decoraties vormt een eerbetoon aan deze ideale monarch.
De geschiedenis van Casimir gaat gepaard met tal van legenden en wonderen. Volgens de overlevering zou er kort na zijn overlijden een jong meisje uit Vilnius dicht bij de sarcofaag van Casimir uit de dood zijn verrezen. Gelovigen begonnen aan het lichaam van Casimir wonderdadige krachten toe te schrijven en er zijn overleveringen van een jongen die eveneens door het stoffelijk overschot uit de dood werd opgewekt. Het openen van de sarcofaag van Casimir in 1603 wordt op een schilderij in de kapel afgebeeld.
De kapel is op een vierkante plattegrond ontworpen en voorzien van een achthoekige koepel met een gouden spits. De kapel werd met dure zandsteen uit Zweden gebouwd en met rood en zwart marmer aangekleed. De binnenruimte dateert uit werk van de tweede helft van de 17e eeuw, dat na de verwoestingen door de Russische bezetting van Vilnius tijdens de Russisch-Poolse Oorlog tussen 1655 en 1660 werd verricht. De combinatie van waardevolle marmeren muren, muurschilderingen en stucwerk toont sterke overeenkomsten met de kloosterkerk in Pažaislis en de Petrus en Pauluskerk in Vilnius, het werk werd namelijk door dezelfde kunstenaars uitgevoerd. De fresco's schilderde Michelangelo Palloni in 1691 en 1692, de omlijstingen van stucwerk stammen van Pietro Perti.
De fresco's tonen het "Wonder bij de sarcofaag van Sint-Casimir" aan de rechterkant en de "Opening van de sarcofaag van Sint-Casimir" aan de linkerkant. Het plafondschilderij boven het altaar beeldt Casimir uit, die van een engel een kruis en een lelie ontvangt, terwijl hij het loflied Omni die dic Mariae aanheft. De schilderijen boven de ingang toont Casimir strijd met de verleiding en zijn overwinning op die strijd; deze schilderijen werden in 1797 door Franciszek Smuglewicz gemaakt.
Het lichaam van Casimir wordt in een kostbare zilveren sarcofaag uit 1747 bewaard. Het op de sarcofaag tronende beeld van Casimir stamt een oudere sarcofaag. De sarcofaag staat boven het altaar van de kapel, die wordt versierd met een afbeelding van zilverbeslag van de heilige. Van het zich onder het zilverbeslag bevindende schilderij uit 1520 (in 1594 gerenoveerd) zijn drie handen te zien. Mogelijk werden er destijds pogingen ondernomen om de houding van de rechterhand waarin de lelie (symbool van kuisheid) wordt gehouden te veranderen. De overgeschilderde hand verscheen echter weer terug hetgeen later als een wonder werd uitgelegd. Kunsthistorici veronderstellen dat het zilverbeslag ontstond toen de heilige Casimir in 1636 in de nieuw gebouwde kapel werd opgebaard. In de nissen staan verzilverde figuren van onbekende heersers. Ze zijn waarschijnlijk in de eerste helft van de 18e eeuw gemaakt, een eerste verwijzing naar de beelden dateert uit 1755. Hun makers en ontstaansgeschiedenis is onbekend.

#### Bisschopskapel
De eerste kapel aan de linkerkant van de ingang staat als de Valavičius- of Bisschops-kapel bekend. Tot en met 1604 werden hier de resten van Sint-Casimir bewaart en het werd daarom eerder de "Koninklijke Kapel" genoemd. Bisschop Eustachijus Valavičius (1572-1630) heeft de kapel tot zijn eigen grafkamer laten verbouwen. Het stucwerk in de kapel toont onder meer de vier evangelisten, de vier fresco's aan het plafond beelden de vier belangrijkste gebeurtenissen in het leven van Maria uit; verkondiging, beproeving, hemelvaart en kroning. De grafzerk van bisschop Valevičius is aan de rechterkant tegen de zijwand aangebracht.

#### Orgel

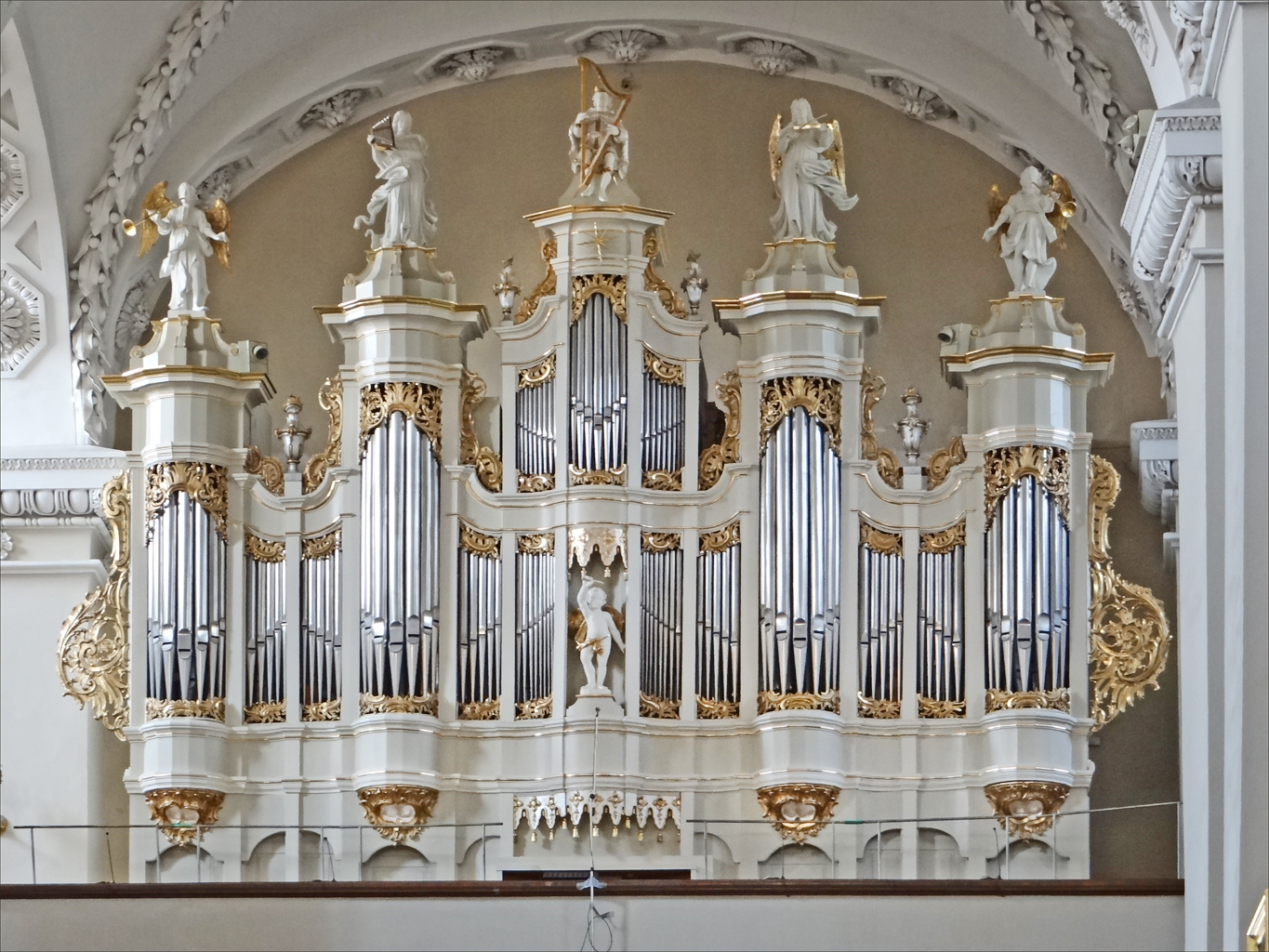
Het grote orgel van de kathedraal

Het eerst bekende orgel in de kathedraal werd in 1510 gebouwd, vermoedelijk door de Krakause orgelbouwer Stanisław Zelik. Johann Koppelmann was de bouwmeester van een nieuw orgel in 1595, dat tijdens de brand van 1610 vernietigd is. Uit documenten blijkt dat er nog drie verschillende orgels werden gebouwd; in 1618, in 1729 en  in 1797. De namen van de orgelbouwers werden niet overgeleverd en de orgels zelf werden of vernietigd of aan een andere kerk geschonken.
In 1859 kreeg de kathedraal een nieuw orgel, dat oorspronkelijk door de orgelbouwer Nicolaus Jantzon  voor de Augustijner kerk van Vilnius werd gemaakt. Het instrument werd omstreeks de jaren 1885-1889 door Juozapas Radavičius gerestaureerd en vergroot. Achter de oude orgelkas werd door Wacław Biernacki in de vroege jaren van de 20e eeuw een nieuw pneumatisch orgel gemonteerd, dat in 1937 werd uitgebouwd en gerenoveerd.
Het huidige orgel werd door Alexander Schuke uit Potsdam gebouwd in 1969. Hierbij werd oud materiaal van het orgel van Juozapas Radavičius aangepast en hergebruikt. Het orgel heeft een mechanische tractuur en een  elektro-pneumatisch register.